# HMS Daring (D32)
HMS Daring (D32) (с англ. — «Эскадренный миноносец Eё величества «Отважный», бортовой номер 32», код вертолётной площадки DA) — ведущий британский эскадренный миноносец противовоздушной обороны типа 45, или класса Daring, Королевского военно-морского флота. Является седьмым кораблём британского флота, носящим это имя. Был заложен в 2003 году, спущен на воду в 2006 году и введён в эксплуатацию в июле 2009 года. Как ведущий корабль первого класса эсминцев, построенный для Королевского флота начиная с эсминсев типа 42, построенных в 1970-х годах, HMS Daring привлекал значительное внимание средств массовой информации и общественности. Его имя («Отважный»), герб и девиз — отсылка к легендарному римскому юноше Гаю Муцию Сцеволе, известному своей храбростью.

## Строительство

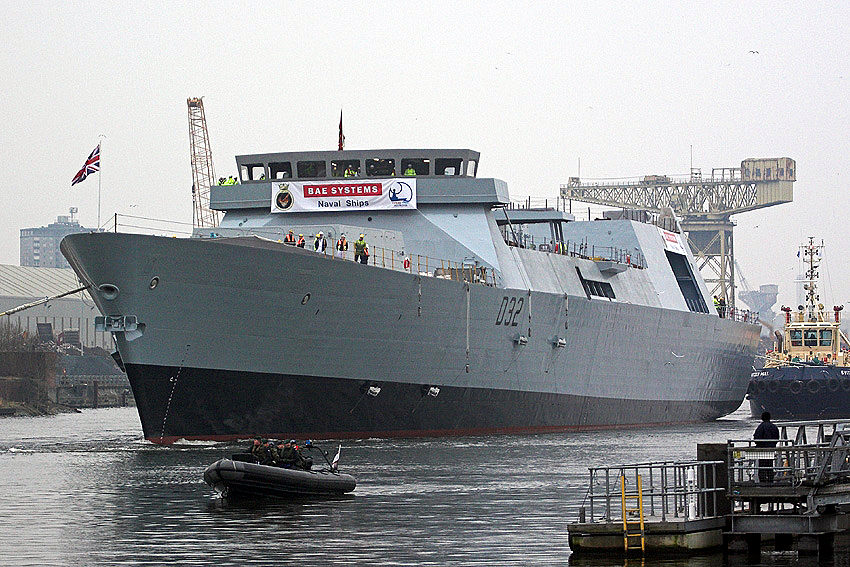
HMS Daring на верфях в Скотстоне (Глазго) (2006).

Строительство «Daring» началось на верфях BAE Systems Naval (в настоящее время BAE Systems Maritime — Naval Ships) в Скотстоне (Глазго) на Клайде в марте 2003 года. Корабль был спущен на воду 1 февраля 2006 года. Спонсором корабля при его спуске была графиня Уэссекская. 16 ноября 2006 года она лично посетила корабль и 17 ноября торжественно запустила дизель-генераторы на корабле как часть церемонии открытия.

## Испытания
Начал ходовые испытания 18 июля 2007 года и завершил этап 1.1 через 4 недели 14 августа. Поскольку HMS Daring был первым в своём классе, некоторые структурные области должны были быть испытаны, включая нагрузки, которые основная морская пушка 114-мм Mark 8 Mod. 1 вносит на корабль. Во время этих испытаний эсминец достиг проектной скорости 29 узлов (54 км/ч) за 70 секунд и 31,5 узла (58 км/ч) за 120 секунд. Этап 1.2 начался 30 марта 2008 года и продолжался до 2 мая. Он включал в себя испытывал РЛС дальнего обнаружения и навигационную систему, орудия ссреднего калибра и испытания на прочность. Третий этап испытаний 1.3 проводились в период с 26 августа по 22 сентября 2008 года, и основной упор был сделан на тестирование всего спектра оборудования связи. Испытания на этапе 2 состоялись в 2009 году, когда корабль был передан Королевскому флоту.

## История

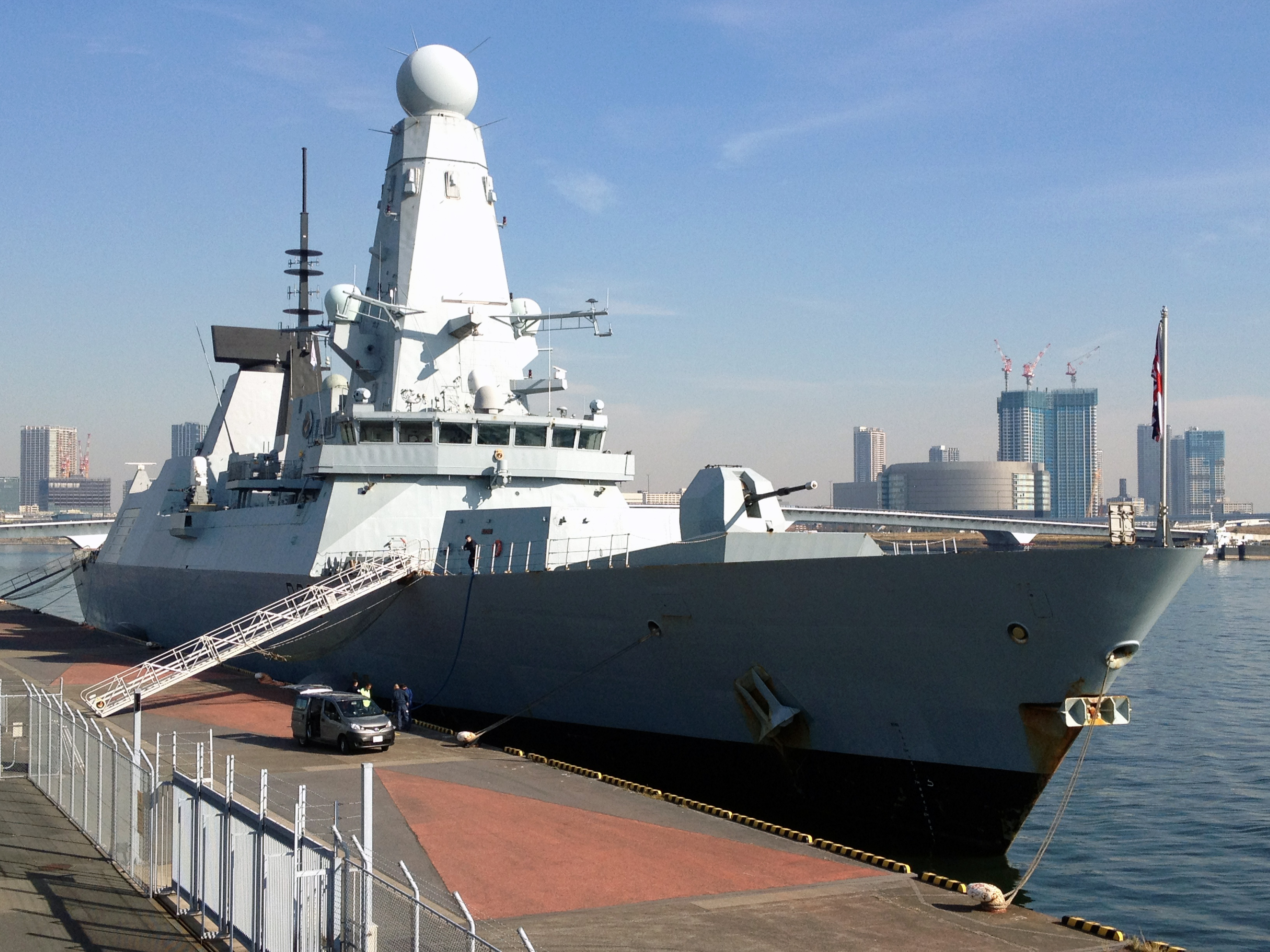
HMS Daring в Токио (2013).

HMS Daring был введён в эксплуатацию 23 июля 2009 года и вошёл в состав Королевского флота 31 июля 2010 года.
В мае 2011 года Daring выпустил свои первые стрельбы Sea Viper на Внешних Гебридских островах после нескольких лет испытаний. В том же году корабль был оснащён двумя Mark 15 Phalanx CIWS, установленными по обе стороны надстройки.
В январе 2012 года Daring был развёрнут в Персидском заливе, заменив фрегат HMS Argyll. В феврале 2012 года, в рамках развертывания в Персидском заливе, он присоединился к операции «Скимитар Анзак» по борьбе с пиратством в Красном море и Аденском заливе. Эта международная операция включала вспомогательный RFA Wave Knight, фрегат Королевского австралийского ВМФ HMAS Parramatta и PNS Babur ВМФ Пакистана. Daring действовал как командный корабль для всех судов. Во время боевых действий в Персидском заливе и на севере Аравийского моря он действовал в составе 1-й и 9-й авианосных ударных групп ВМС США.
В сентябре 2013 года Daring был развёрнут в Тихом океане. Посетил порты на военно-морских базах США в Сан-Диего, Пёрл-Харбор — Хикэм, и Маршалловых островов. Принял участие в Международном смотре Королевского австралийского флота 2013 года в Сиднее. Принял участие в учениях 2013 года военного объединения «Пять силовых мероприятий по обороне» Bersama Lima. Во время учений был срочно переброшен на Филиппины в рамках гуманитарной помощи после тайфуна Хайян. Перед возвращением в Великобританию посетил Японию, Южную Корею, Китай, Вьетнам, Таиланд и Малайзию.
В сентябре 2016 года был вновь направлен в Персидский залив для оказания помощи в операции «Непоколебимая решимость» против ИГИЛ. В апреле 2017 года его сменил в Персидском заливе HMS Monmouth. После этого Daring участвовал в учениях в Чёрном море с ВМС Румынии.